# 데스 스트랜딩 2: 온 더 비치
데스 스트랜딩 2: 온 더 비치(Death Stranding 2: On the Beach)는 코지마 히데오가 각본, 제작, 디자인, 감독을 맡고 코지마 프로덕션이 개발하며 소니 인터랙티브 엔터테인먼트가 배급한 2025년 액션 어드벤처 게임이다. 이 게임은 데스 스트랜딩의 후속작이며, 독립 법인으로서 코지마 프로덕션의 두 번째 게임이자 소니와의 스튜디오의 두 번째 협력작이다. 온 더 비치는 이전 게임의 주요 등장인물인 샘 포터 브리지스, 프래자일, 힉스가 각각 노먼 리더스, 레아 세두, 트로이 베이커가 다시 맡은 배역으로 등장한다. 그들과 함께 엘 패닝, 쿠츠나 시오리, 루카 마리넬리, 앨러스터 덩컨, 알리사 융, 데브라 윌슨, 토미 얼 젠킨스로 구성된 출연진이 합류하며, 조지 밀러, 파티흐 아킨, 기예르모 델 토로, 니콜라스 빈딩 레픈이 특별 출연하며, 이들 중 후자 둘은 첫 번째 게임에서 맡았던 역할을 다시 맡는다.
데스 스트랜딩 2: 온 더 비치는 첫 번째 게임의 사건 발생 11개월 후, 이계의 생명체에 의해 황폐화된 포스트 아포칼립스 세계인 오스트레일리아를 배경으로 한다. 플레이어는 프리랜서 퀵서비스 기사인 샘 포터 브리지스를 조작하여, 그와 동료들이 인류를 멸종으로부터 구하기 위해 고립된 생존자와 식민지를 무선 통신 "카이랄" 네트워크에 연결하기 위해 오스트레일리아 대륙을 가로지르는 탐험을 떠난다.
코지마는 2020년 이전에 온 더 비치 각본 작업을 시작했다. 그는 코로나19가 전 세계 인구에 미친 영향을 반영하기 위해 처음부터 내러티브를 다시 작업했다. 이야기가 완성된 후, 코지마 프로덕션에 의해 데스 스트랜딩이 시리즈로 개발될 것이라는 암시가 있었고, 2022년 5월 리더스에 의해 속편 게임 개발이 확인되었다. 데스 스트랜딩 2: 온 더 비치는 2022년 12월에 새로운 출연진 확정과 함께 발표되었다. 이 게임은 2025년 6월 26일에 플레이스테이션 5로 출시되어 비평가들의 호평을 받았다.

## 게임 플레이
데스 스트랜딩 2: 온 더 비치는 3인칭 액션 어드벤처 비디오 게임이다. 이 게임은 주로 멕시코와 오스트레일리아를 배경으로 하며, 둘 다 플레이어가 자유롭게 탐험할 수 있는 거대한 오픈 월드이다. 핵심 게임 플레이 루프는 흩어져 있는 프리퍼와 생존자에게 패키지를 배달하는 것을 중심으로 전개된다. 플레이어는 샘의 배낭에 실린 화물의 무게 균형을 맞추면서 어려운 지형을 헤쳐나가야 한다. 플레이어는 게임 초반에 차량을 잠금 해제하여 빠르게 세계를 이동할 수 있다. 차량은 광범위하게 맞춤 설정할 수 있다. 예를 들어, 추가 배터리를 설치하여 사용 시간을 늘리거나, 방어를 위해 포탑을 추가할 수 있다. 세계는 지진과 모래 폭풍과 같은 자연재해로 인해 자주 황폐화되며, 이는 풍경에 영향을 미치고 플레이어가 다른 배달 경로를 선택하도록 강요한다. 플레이어는 파괴된 인프라를 재건하고 도로와 다리를 재건하는 데 참여한다. 결국 플레이어는 고립된 식민지를 연결하는 모노레일 시스템을 건설하여 많은 양의 물품을 빠르게 운송할 수 있다.
온 더 비치는 전투에 더 큰 비중을 둔다. 플레이어는 적과 직접 전투를 벌이거나, 잠입 전술을 사용하거나, 거친 지형을 탐색하여 적과의 조우를 완전히 피할 수 있다. 샘은 적의 주의를 끌거나 분산시키는 데 사용할 수 있는 다양한 도구와 장치를 가지고 있다. 이 게임은 적의 행동에 영향을 미치는 동적인 주야간 주기를 특징으로 한다. 플레이어가 진행함에 따라, 게임의 스킬 트리 역할을 하는 자동 포터 지원 시스템에서 강화 기능을 잠금 해제할 수 있다. 스킬 트리는 전투, 잠입, 서비스맨십의 세 가지 범주로 나뉘며, 이는 샘의 패키지 배달 능력에 중점을 둔다. 플레이어가 일반적인 행동을 완료하면 샘의 능력치가 점진적으로 증가한다. 예를 들어, 샘이 더 많은 패키지를 배달할수록 배달 기술이 향상된다.

## 줄거리

### 배경
온 더 비치는 첫 번째 게임이 끝난 지 11개월 후를 배경으로 한다. 미국 연합 도시는 카이랄 네트워크를 통해 완전히 연결되었고, 물류 회사인 BRIDGES는 무인 "배달 로봇"을 사용하는 자동화 시스템인 APAS가 배달을 처리하면서 기능이 정지되어 인간 포터들은 실업자가 되었다. "플레이트 게이트"라고 불리는 대륙 횡단 포털이 높은 카이랄 밀도를 가진 지역, 특히 멕시코를 오스트레일리아에 연결하는 곳에 전 세계적으로 나타나기 시작한다. 현재 진행 중인 멸종 사건은 세계에 계속해서 부정적인 영향을 미치고 있다. BT(Beached Things)는 더욱 강력해져 일부는 볼 수 있는 능력을 얻었다. "게이트 지진" 및 홍수와 같은 자연재해는 카이랄륨 수치 증가로 인해 악화되어 환경을 왜곡하고 자주 발생한다. 도적과 무장 테러리스트는 생존자들을 괴롭히고, 오스트레일리아 대륙은 "고스트 메카"라고 불리는 적대적인 초자연적 로봇 적들로 가득하다.

### 줄거리
은퇴한 포터 샘(노먼 리더스)은 입양 딸 루와 함께 남부 UCA에서 은둔 생활을 한다. 프래자일(레아 세두)이 그의 집에 도착하여 그가 UCA와 계약을 맺고 멕시코로 카이랄 네트워크를 확장하는 새로운 회사 Drawbridge를 설립했다고 알린다. 프래자일은 샘에게 그가 미국에서 그랬던 것처럼, 이전 멕시코-미국 국경을 넘어 멕시코에 남겨진 BRIDGES의 카이랄 네트워크 터미널을 활성화해 달라고 요청한다. 샘은 자신과 루 모두 UCA의 사면을 받는다는 조건으로 동의하고, 자신의 경로가 가장 친한 친구 데드맨(기예르모 델 토로/제시 코티)이 일하는 연구실로 이어지기 때문에 동의한다. 그는 프래자일이 루를 돌보는 동안 떠난다. 연구실에 도착한 샘은 데드맨이 남긴 기록을 보는데, 여기에는 그가 멕시코 남부에서 "플레이트 게이트"라고 불리는 이상 현상을 발견했으며, 이는 다른 데스 스트랜딩 생존자들이 거주하는 오스트레일리아로 가는 포털 역할을 한다고 설명되어 있다. 또한 데드맨은 알 수 없는 이유로 루에게 이미 해체된 BB에 속하는 BB ID 번호가 할당되어 루가 실제로 UCA 시스템에 등록되지 않았다는 사실을 알아냈다. 게다가 데드맨은 자신의 수명이 다해가고 있으며, 자신의 해변으로 여행하기로 결정했다고 밝힌다. 샘은 집으로 돌아와 알 수 없는 무장 단체에 의해 습격당했다는 사실을 알게 된다. 프래자일은 살아남았지만, 루는 사망했다.
한 달 후, 샘은 루의 죽음과 계속 씨름하던 중 프래자일로부터 우울증을 치료하기 위한 노력으로 그녀의 배 DHV 마젤란에 탑승하여 플레이트 게이트를 통과하여 오스트레일리아를 카이랄 네트워크에 연결하라는 초대를 받는다. 루는 갑자기 샘의 BB 포드에 BT 개체로 다시 나타난다. 배 위에서 그는 프래자일의 승무원인 타르맨(조지 밀러/마티 론)과 돌맨(파티흐 아킨/조너선 루미), Drawbridge의 신비한 후원자인 찰리, 그리고 자동 공공 지원 회사(APAC)의 리더인 대통령(앨러스터 덩컨)을 만난다. 대통령은 오스트레일리아 전체를 카이랄 네트워크에 연결함으로써 전 세계의 모든 대륙을 연결할 수 있는 추가적인 플레이트 게이트가 활성화될 것이라고 설명한다. Drawbridge 회원인 레이니(쿠츠나 시오리)와 하트맨(니콜라스 빈딩 레픈/대런 제이콥스)은 나중에 승무원에 합류한다. 샘은 임무를 시작하지만, 오스트레일리아 생존자들을 공포에 떨게 하는 "고스트 메카" 군대를 지휘하는 힉스(트로이 베이커)의 재등장으로 방해를 받는다. 게다가 샘은 루와 관련이 있는 것으로 보이는 스펙트럼 병사 닐 바나(루카 마리넬리)와 싸워야 하는 "타르폴" 이상 현상에 휘말린다. 닐과의 첫 만남 후, 샘은 기억상실증에 걸린 소녀를 담고 있는 번데기를 회수하고 프래자일은 그 소녀를 투모로우(엘 패닝)라고 부르기로 결정한다.
여러 번의 조우 끝에 샘은 마침내 닐을 영구적으로 물리칠 수 있게 된다. 닐은 샘의 늦은 아내 루시(알리사 융)가 남긴 기억 장치를 샘에게 준다. 그 안에 있는 데이터는 루가 사실 샘의 딸이며 보이드아웃으로 루시와 함께 사망했다고 여겨졌다는 것을 설명한다. 귀환자의 딸로서 루는 BRIDGES에 의해 비밀리에 납치되어 최초의 브리지 베이비인 BB-00으로 지정되었다. 그러나 알 수 없는 이유로 루는 샘이 그녀를 발견할 때까지 보관되어 있었다. 닐 자신은 멕시코에서 UCA로 뇌사 상태의 임산부를 밀수하여 BB에 대한 수요를 충족시키는 데 도움을 주었던 밀수업자였다. 그는 루시의 어린 시절 지인이며 그녀와 루가 BRIDGES에서 탈출하는 것을 돕으려 했다. 프래자일은 샘에게 그의 BB 포드가 탐험 내내 비어 있었고 루는 BT로도 거기에 없었으며, Drawbridge가 샘이 슬픔을 겪고 회복할 수 있도록 환각을 보도록 허락했다고 엄숙하게 밝힌다.
한편 힉스는 오스트레일리아 카이랄 네트워크를 완성하는 데 필요한 마지막 네트워크 허브를 포위한다. 샘과 Drawbridge는 힉스의 메카들을 뚫고 싸워 허브를 활성화하여 오스트레일리아 카이랄 네트워크를 완성한다. 네트워크 활성화 성공 후, 대통령은 Drawbridge를 배신하고 자신이 APAS에 연결된 4천 명의 죽은 인간 영혼의 집합체임을 밝힌다. 그는 확장된 카이랄 네트워크를 사용하여 모든 인간을 강제로 자신의 해변에 고립시켜 BT와 조우할 위험을 완전히 없애고, 따라서 데스 스트랜딩으로부터 그들을 보호할 것이라고 설명한다. 그는 힉스를 다시 데려왔고, 오스트레일리아가 보호를 위해 카이랄 네트워크를 채택하도록 강제하는 위협 역할을 하도록 고스트 메카를 제공했다고 덧붙인다. 찰리는 그 자신을 다이-하드맨(토미 얼 젠킨스)으로 밝히며, 그는 이미 대통령의 계획을 알고 있었고 샘의 Q-피드를 통해 비밀리에 네트워크를 재프로그램하여 대통령이 APAS와 카이랄 네트워크에서 단절되도록 하여 인류에 대한 그의 위협을 제거했다고 설명한다.
대통령이 패배했음에도 불구하고, 힉스는 돌아와 투모로우를 사로잡고, 그녀가 사실 성인 루임을 밝힌다. 그녀는 샘의 딸이고 아멜리(린지 와그너)와 관련이 있기 때문에 다음 멸종 개체이며, 힉스는 그녀를 이용하여 인류 전체를 파괴하는 마지막 스트랜딩을 초래하려는 원래의 음모를 계속할 작정이다. 샘과 Drawbridge는 APAS가 있는 해변으로 힉스를 추격하고, 샘은 힉스를 물리치고, 힉스는 루에게 죽임을 당한다. 프래자일은 직후 사망하는데, 그녀는 힉스가 샘의 집을 처음 공격했을 때 사실 힉스에게 살해당했으며, 프래자일의 카는 루의 안전을 확보할 수 있을 때까지 살아남았다. Drawbridge가 살아있는 세계로 돌아오면서 루는 닐의 기억을 보며 BRIDGES가 루를 확보하기 위해 닐과 루시 모두를 죽였다는 것을 알게 된다. 루 자신은 힉스의 집에 대한 공격에서 프래자일이 그녀를 닐의 해변으로 텔레포트하고 그녀의 안전을 닐의 유령에게 맡겼을 때 살아남았고, 그곳에서 그녀는 번데기 안에 갇혀 가속 노화를 겪었다. 모든 기억을 되찾은 루는 샘과 감격적인 재회를 한다.
쿠키 영상에서는 아버지를 따라 포터가 된 나이 든 루가 플레이트 게이트에 들어가려고 준비하는 모습이 나온다.

## 개발 및 마케팅
2020년 3월, 주인공 샘 포터 브리지스를 연기한 노먼 리더스는 게임을 쓰고, 감독하고, 제작하고, 주로 디자인한 코지마 히데오와의 지속적인 협력 가능성을 시사했다. 온 더 비치는 2022년 5월, 리더스가 Leo Edit 매체와의 인터뷰에서 게임 작업에 대해 논의하면서 개발 중임이 밝혀졌다. 이에 코지마는 게임의 존재를 확인해 준 리더스를 벌하는 장난스러운 모습을 담은 일련의 사진을 트위터에 게시했다. 10월에는 코지마가 소셜 미디어에 여러 티저를 공유한 후, 엘 패닝이 코지마 프로덕션의 다가오는 게임에 합류한다고 발표되었다.
코지마는 더 게임 어워즈 2022에서 이 게임을 공개했다. 그는 2020년 이전에 원작 스토리를 썼지만, 전 세계에 미친 코로나19의 영향을 반영하는 새로운 스토리 개념에 직면하면서 내러티브를 다시 작업하기로 결정했다고 밝혔다. 또한 트레일러는 레아 세두와 트로이 베이커가 프래자일과 힉스 역을 다시 맡고, 패닝이 미공개 역할로 출연할 것이며, 쿠츠나 시오리가 캐스트에 합류했음을 확인했다. 비디오 게임 원화가 신카와 요지와 작곡가 루드비그 포셀은 각자의 역할로 돌아올 것이 확정되었다.
2024년 1월 플레이스테이션 스테이트 오브 플레이에서 코지마는 10분 길이의 트레일러를 통해 패닝의 캐릭터, 조지 밀러/마티 론이 타르맨으로, 파티흐 아킨/조너선 루미가 돌맨으로 특별 출연하는 등 새로운 정보와 새로운 게임 플레이를 공개했다. 2024년 5월까지 촬영 및 모션 캡처가 완료되었으며, 코지마는 게임이 완료하는 데 약 1년이 걸릴 "조정 단계"에 있다고 덧붙였다.
출시일은 2025년 3월 9일 SXSW에서 트레일러와 함께 발표되었다. 트레일러는 니콜라스 빈딩 레픈/대런 제이콥스가 하트맨 역을 다시 맡고, 루카 마리넬리가 닐 역을, 알리사 융이 루시 역을, 앨러스터 덩컨이 대통령 역을, 데브라 윌슨이 닥터 역을 새로 맡았으며, 우드키드가 사운드트랙 공동 작곡가로 참여하고 그의 오리지널 곡 "To the Wilder"가 트레일러에 삽입되었음을 공개했다. 2025년 5월 29일, 코지마 프로덕션은 홀로라이브 버추얼 유튜버 우사다 페코라가 "데이터 과학자"로 카메오 출연한다고 발표했다.

개발 중간쯤에 코지마는 테스트 관객들에게 매우 좋은 평가를 받은 후, 대본을 다시 써서 더 극단적으로 만들기로 결정했다. 코지마는 공동 작곡가 우드키드에게 이렇게 설명했다.
문제가 있습니다. 솔직히 말씀드리자면, 저희는 게임을 플레이어들과 테스트했는데 결과가 너무 좋습니다. 너무 좋아해요. 그건 뭔가 잘못됐다는 뜻입니다. 뭔가 바꿔야 합니다. 모두가 좋아한다면, 주류라는 뜻입니다. 평범하다는 뜻이죠. 사람들이 좋아하도록 미리 소화된 것이라는 뜻입니다. 저는 그런 걸 원하지 않습니다. 저는 사람들이 처음 접했을 때는 좋아하지 않았던 것을 결국 좋아하게 되기를 원합니다. 진정으로 어떤 것을 사랑하게 되는 순간은 그때이기 때문입니다.
2025년 5월 9일, 게임이 골드를 달성하여 개발이 완료되었음을 알렸다. 2025년 6월 8일, 서머 게임 페스트에 이어 로스앤젤레스 오르페움 극장에서 프리미어 행사가 열렸으며, 패널 토론, 라이브 게임 플레이 데모, 우드키드의 사운드트랙 앨범 발표가 있었다.
데스 스트랜딩 2: 온 더 비치는 2025년 6월 26일 플레이스테이션 5로 출시되었다. 한정판 버전에는 게임 내 아이템과 실물 아이템이 제공되었으며, 이러한 버전의 사전 주문 시 보너스 디지털 아이템과 공식 출시 이틀 전 게임 조기 이용 권한이 제공되었다.

### 음악
사운드트랙은 프랑스 싱어송라이터 우드키드와 스웨덴 작곡가 루드비그 포셀이 작곡했으며, 포셀은 이전에 첫 번째 게임의 악보를 작곡했고 메탈 기어 솔리드 V: 더 팬텀 페인에서 작업했다. 10년 동안 코지마 프로덕션의 사내 작곡가로 일한 후, 포셀은 프리랜서 프로젝트를 위해 떠났다. 속편의 음악을 작곡하기 위해 돌아왔을 때, 그는 자신의 독립성이 더 잘 집중하는 데 도움이 되었다고 말했다. 포셀은 첫 번째 게임보다 "훨씬 더 서정적이고 멜로디컬한" 음악을 만들기로 결정했으며, "인간적인 측면"이 더 많다고 말했다. 포셀의 오리지널 악보 앨범은 2025년 6월 27일에 발매되었다.
우드키드는 첫 번째 게임에 자주 등장하는 로우 로어의 라이언 카라지아 사망 후, 게임을 위한 오리지널 곡을 만들도록 처음 제안받았다. 우드키드는 3년 동안 도쿄의 코지마 프로덕션에서 게임 개발과 함께 스튜디오와 현장에서 새로운 음악을 작곡했다. 우드키드의 많은 곡들은 절차적이며, 게임 내 플레이어의 행동에 동적으로 적응한다. 발매된 앨범은 일반적으로 몇 시간 길이인 절차적 트랙을 각각 몇 분으로 압축한다. 싱글 "To The Wilder"는 2025년 3월 9일 사전 주문 트레일러와 함께 발매되었다. 우드키드는 2025년 6월 13일 코지마 히데오와 협력하여 데스 스트랜딩 2의 전체 사운드트랙 앨범을 발매했다.
전체 작사·작곡: 별도로 언급되지 않는 한 우드키드
| #            | 제목                                               | 작사·작곡                            | 재생 시간 |
| ------------ | -------------------------------------------------- | ------------------------------------ | --------- |
| 1.           | 〈To the Wilder〉                                  |                                      | 4:39      |
| 2.           | 〈Any Love of Any Kind (feat. 브라이스 데스너)〉   |                                      | 3:54      |
| 3.           | 〈Black Drift〉                                    | 찰리 트림버, 탕기 데스타블, 우드키드 | 4:41      |
| 4.           | 〈Story of Rainy〉                                 |                                      | 3:59      |
| 5.           | 〈Are You There〉                                  |                                      | 3:30      |
| 6.           | 〈Asphalt Maelstrom〉                              | 데스타블, 우드키드                   | 3:53      |
| 7.           | 〈Fragile Things〉                                 | 데스타블, 우드키드                   | 1:57      |
| 8.           | 〈Quiet Strike〉                                   | 트림버, 데스타블, 우드키드           | 2:04      |
| 9.           | 〈Amekara Nijie〉                                  |                                      | 1:13      |
| 10.          | 〈Tmrrw〉                                          | 데스타블, 우드키드                   | 3:44      |
| 11.          | 〈Minus Sixty One〉                                | 앨리슨 이젤, 우드키드                | 5:15      |
| 12.          | 〈And Now the Bonus Tracks (feat. 코지마 히데오)〉 |                                      | 0:19      |
| 13.          | 〈To the Wilder (feat. 엘 패닝)〉                  |                                      | 4:39      |
| 14.          | 〈Any Love of Any Kind (Choir Version)〉           |                                      | 4:09      |
| 15.          | 〈To the Wilder (Piano Version)〉                  |                                      | 4:44      |
| 16.          | 〈To the Wilder (Instrumental)〉                   |                                      | 4:39      |
| 총 재생 시간 | 총 재생 시간                                       | 총 재생 시간                         | 57:19     |

이 게임에는 로우 로어, 캐럴라인 폴라첵, 그림 그림, 사일런트 포이츠, 마그놀리안, 하니아 라니, 처치스, 미우라 다이치, 호시노 겐, 우사다 페코라, 미야우치 쿠니오의 기존 곡과 새로 작곡된 곡이 포함되어 있다. 1969년 B. J. 토머스의 곡 Raindrops Keep Fallin' on My Head는 게임 전반에 걸쳐 광범위하게 사용되며, 게임 내 캐릭터들에 의해 정기적으로 불린다.

## 평가
출시 후, 데스 스트랜딩 2: 온 더 비치는 리뷰 애그리게이터 웹사이트 메타크리틱에 따르면 비평가들로부터 "전반적인 호평"을 받았다. 오픈크리틱은 비평가 중 96%가 이 게임을 추천했다고 판단했다. 일본에서는 패미통의 네 명의 비평가가 이 게임에 총 39/40점을 주었으며, 세 명의 비평가는 만점인 10점을 주었다.
IGN의 사이먼 카디는 데스 스트랜딩 2를 전작보다 "거의 모든 면에서 더 뛰어난 성과"라고 묘사하며, "충격과 경외심이 가득한 독창적인 여정이며, 격려받을 만한 대담한 작품"이라고 평했다.

### 수상
데스 스트랜딩 2: 온 더 비치는 2023년 골든 조이스틱 어워즈에서 가장 기대되는 게임으로 선정되었다. 이 게임은 더 게임 어워즈 2024에서 가장 기대되는 게임으로 지명되었다.

## 같이 보기
- 온 더 비치 – 게임의 부제 영감

## 내용주
1. ↑  게릴라 게임스가 추가 작업을 수행함
2. ↑  델 토로와 레픈은 데드맨과 하트맨의 신체 모델이며, 코티와 제이콥스가 목소리를 연기했다.
3. ↑  밀러는 외모를 제공했고, 론은 타르맨의 목소리를 연기했다.
4. ↑  아킨은 외모를 제공했고, 루미는 돌맨의 목소리를 연기했다.
5. ↑  델 토로와 레픈은 데드맨과 하트맨의 신체 모델이며, 코티와 제이콥스가 목소리를 연기했다.
6. ↑  외모만.
7. 1 2  밀러, 아킨, 레픈은 각각 타르맨, 돌맨, 하트맨의 외모를 제공했으며, 론, 루미, 제이콥스는 각자의 성우를 맡았다.